# Beta (finances)
El coeficient Beta (β) és un concepte del món de les finances que mesura el risc d'un títol o valor.

## Definició
El coeficient Beta (β) és una mesura de la volatilitat d'un actiu (una acció o un valor) relativa a la variabilitat del mercat, de manera que valors amb una Beta alta denoten més volatilitat i valors amb una Beta d'1,0 tindrien la mateixa volatilitat del mercat.
La diferència entre la Beta (β) d'una acció o un valor i 1,0 s'expressa en percentatge de volatilitat. Un valor amb Beta 1,75 és un 75% més volàtil que el mercat. Igualment, un valor amb Beta 0,7 seria 30% menys volàtil que el mercat.
Per a valors o accions en concret, el seu coeficient Beta (β) es calcula usant l'anàlisi de la regressió contra un índex representatiu d'aquell valor. Així doncs, Beta és una manera d'estimar el risc d'un actiu sobre la mitjana d'actius; els coeficients Beta s'utilitzen per diversificar la composició d'una cartera d'actius, barrejant convenientment actius amb β diferents.
Beta mesura únicament el risc sistemàtic, és a dir aquell risc que no és possible eliminar diversificant la cartera en diferents tipus d'actius. De tal manera que un inversor que té les seves inversions concentrades en pocs negocis (per exemple el soci fundador d'una empresa, on hi té invertida la major part de la seva riquesa personal) no trobarà Beta com una mesura representativa del seu risc; ja que ell mateix subestimará el risc específic.